# كواركونيوم

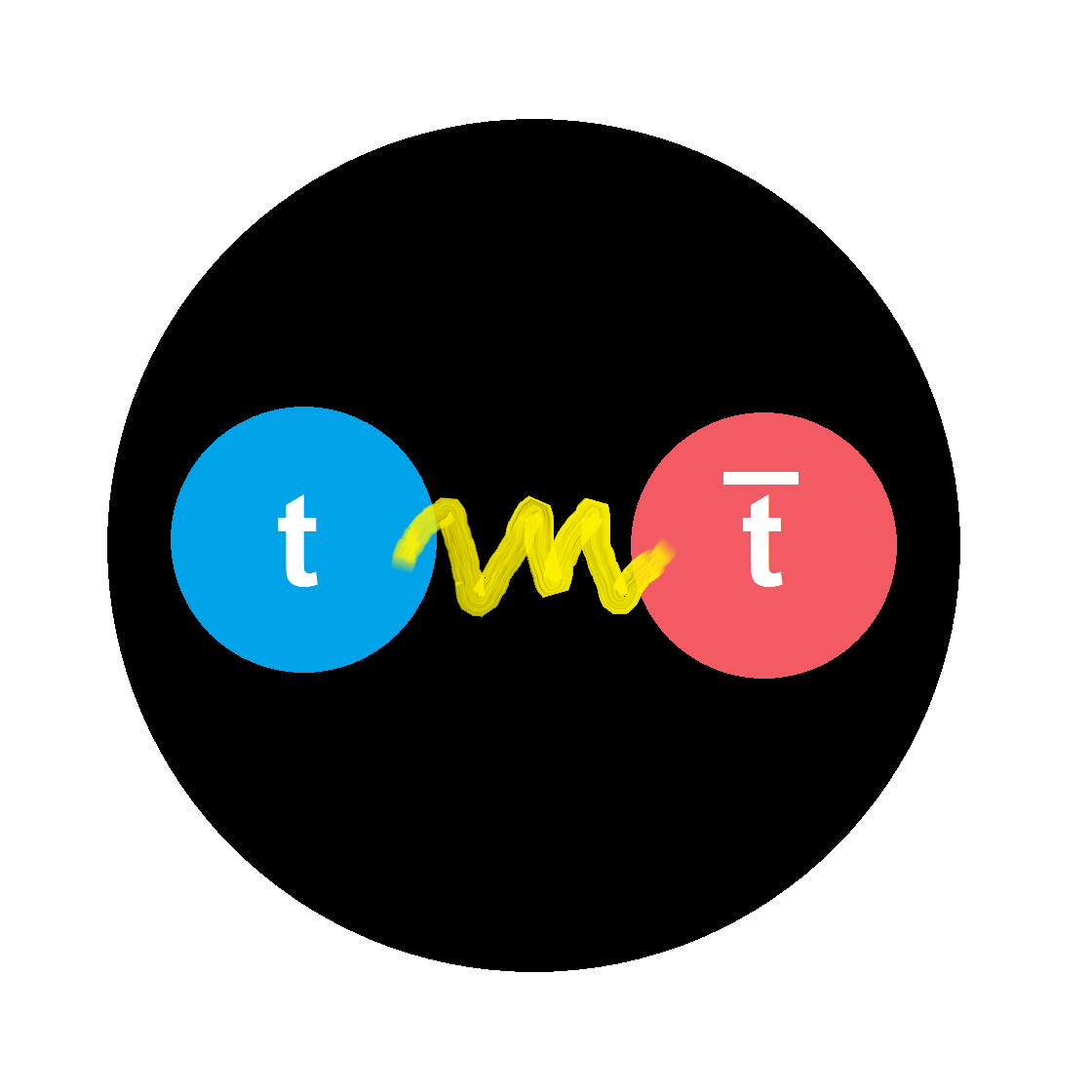
بنية الكوارك

في فيزياء الجسيمات، الكواركونيوم (من الكوارك و-أونيوم، أيضًا. كواركونيا) هو ميزون عديم النكهة ومكوناته عبارة عن كوارك ثقيل وكوارك مضاد خاص به، مما يجعله جسيمًا محايدًا وجسيمًا مضادًا خاصًا به.